# آی پی ثابت
آی‌پی ثابت (Static IP) نوعی آدرس پروتکل اینترنتی (IP) است که به صورت دائمی به یک دستگاه یا سرور اختصاص داده می‌شود. برخلاف آی‌پی پویا (Dynamic IP) که ممکن است به مرور زمان تغییر کند، آی‌پی ثابت همواره ثابت و بدون تغییر باقی می‌ماند.

### کاربردهای آی‌پی ثابت
آی‌پی ثابت در بسیاری از کاربردهای حرفه‌ای و تجاری استفاده می‌شود:
- میزبانی وب: سرورهایی که وب‌سایت‌ها را میزبانی می‌کنند معمولاً از آی‌پی ثابت استفاده می‌کنند تا کاربران بتوانند به طور دائم به آن‌ها دسترسی داشته باشند.
- اتصال به شبکه‌های خصوصی مجازی (VPN): آی‌پی ثابت برای دسترسی به شبکه‌های خصوصی و جلوگیری از تغییرات ناخواسته آی‌پی بسیار کاربردی است.
- کنترل از راه دور: برای دسترسی به سیستم‌های راه دور از طریق پروتکل‌هایی مانند RDP (Remote Desktop Protocol) یا SSH، استفاده از آی‌پی ثابت معمول است.
- دوربین‌های مداربسته و سیستم‌های امنیتی: این دستگاه‌ها اغلب نیاز به یک آی‌پی ثابت دارند تا از طریق اینترنت قابل دسترسی باشند.

### مزایای آی‌پی ثابت
- پایداری در ارتباطات: آی‌پی ثابت ارتباطات پایدار و بدون قطعی را تضمین می‌کند.
- امنیت بیشتر: در شبکه‌هایی که نیاز به سطح امنیت بالایی دارند، استفاده از آی‌پی ثابت به مدیریت بهتر دسترسی‌ها کمک می‌کند.
- سهولت در مدیریت شبکه: برای مدیران شبکه، آی‌پی ثابت امکان مدیریت ساده‌تر دستگاه‌ها و سرورها را فراهم می‌کند.

### معایب آی‌پی ثابت
- هزینه بالاتر: ارائه‌دهندگان خدمات اینترنت معمولاً هزینه بیشتری برای آی‌پی ثابت دریافت می‌کنند.
- ریسک‌های امنیتی: در صورت نداشتن تدابیر امنیتی مناسب، آی‌پی ثابت می‌تواند بیشتر در معرض حملات قرار گیرد.

### چگونگی دریافت آی‌پی ثابت
برای دریافت آی‌پی ثابت، کاربران باید با ارائه‌دهندگان خدمات اینترنت (ISP) یا شرکت‌هایی که خدمات آی‌پی ثابت ارائه می‌دهند، تماس بگیرند. این خدمات معمولاً شامل هزینه اضافی است و ممکن است بسته به محل جغرافیایی کاربران، محدودیت‌هایی داشته باشد.

### بهترین کشورها برای خرید آی پی ثابت
- ایالات متحده آمریکا

ایالات متحده با داشتن زیرساخت‌های بسیار قوی اینترنتی و ارائه دهندگان متعدد خدمات آی پی ثابت، یکی از بهترین گزینه‌ها برای خرید آی پی ثابت است. سرعت اینترنت در این کشور بسیار بالا بوده و پایداری اتصال نیز تضمین شده است. همچنین قوانین حریم خصوصی در این کشور به گونه‌ای است که کاربران می‌توانند از امنیت اطلاعات خود مطمئن باشند.
- آلمان

آلمان به عنوان یکی از پیشرفته‌ترین کشورهای اروپا، زیرساخت‌های قوی و پایداری در زمینه اینترنت دارد. این کشور به دلیل قوانین سخت‌گیرانه در خصوص حریم خصوصی کاربران، یکی از بهترین گزینه‌ها برای  آی پی ثابت محسوب می‌شود. هزینه‌های خرید آی پی ثابت در آلمان نیز نسبت به برخی کشورهای دیگر مقرون به صرفه است.
- کانادا

کانادا با داشتن سرعت اینترنت بالا و زیرساخت‌های قوی، یکی از کشورهای مناسب برای خرید آی پی ثابت است. قوانین حریم خصوصی در کانادا نیز به خوبی رعایت می‌شود و کاربران می‌توانند از امنیت اطلاعات خود مطمئن باشند. همچنین نزدیکی جغرافیایی این کشور به ایالات متحده نیز می‌تواند یک مزیت محسوب شود.
- هلند

هلند با داشتن یکی از پیشرفته‌ترین زیرساخت‌های اینترنتی در جهان، یکی از بهترین کشورها برای خرید آی پی ثابت است. سرعت و پایداری اینترنت در این کشور بسیار بالا بوده و قوانین حریم خصوصی به خوبی رعایت می‌شود. همچنین هزینه‌های خرید آی پی ثابت در هلند نیز مناسب است.
- سوئیس

سوئیس با داشتن قوانین سخت‌گیرانه در خصوص حریم خصوصی کاربران و زیرساخت‌های قوی اینترنتی، یکی از بهترین گزینه‌ها برای خرید آی پی ثابت است. سرعت اینترنت در این کشور بسیار بالا بوده و کاربران می‌توانند از پایداری اتصال خود مطمئن باشند. هزینه‌های خرید IP ثابت در سوئیس ممکن است نسبت به برخی کشورهای دیگر بالاتر باشد، اما کیفیت خدمات ارائه شده نیز بالاست.
- ارمنستان

ارمنستان به دلیل موقعیت جغرافیایی نزدیک به ایران و تاخیر کم (Latency) در ارتباطات اینترنتی، یکی از گزینه‌های مناسب برای استفاده از آی‌پی ثابت محسوب می‌شود. زیرساخت اینترنت این کشور در سال‌های اخیر توسعه یافته و با وجود پهنای باند مناسب، امکان دسترسی پایدار به وب‌سایت‌ها و سرویس‌های بین‌المللی را فراهم می‌کند. بسیاری از کاربران به‌ویژه برای فعالیت‌هایی که به آی‌پی با محدودهٔ جغرافیایی خاص نیاز دارند، ارمنستان را انتخاب می‌کنند. در این زمینه، سرویس‌دهندگان مختلف امکان خرید آی پی ثابت با موقعیت ارمنستان را فراهم کرده‌اند تا کاربران بتوانند از مزایای اتصال پایدار و آدرس ثابت بهره‌مند شوند.

### پیوندهای مرتبط
- پروتکل اینترنت (IP)
- VPN